# العلاقات السورينامية القرغيزستانية
العلاقات السورينامية القيرغيزستانية هي العلاقات الثنائية التي تجمع بين سورينام وقيرغيزستان.

## مقارنة بين البلدين
هذه مقارنة عامة ومرجعية للدولتين:
| وجه المقارنة                                              | سورينام                        | قيرغيزستان                      |
| --------------------------------------------------------- | ------------------------------ | ------------------------------- |
| المساحة (كم2)                                             | 163.27 ألف                     | 199.95 ألف                      |
| عدد السكان (نسمة)                                         | 563.40 ألف                     | 6.20 مليون                      |
| الكثافة السكانية (ن./كم²)                                 | 3.45                           | 31.01                           |
| العاصمة                                                   | باراماريبو                     | بيشكك                           |
| اللغة الرسمية                                             | اللغة الهولندية                | اللغة الروسية، اللغة القيرغيزية |
| العملة                                                    | دولار سورينامي، غيلدر سورينامي | سوم قيرغيزستاني                 |
| الناتج المحلي الإجمالي (بليون دولار)                      | 3.32 مليار                     | 7.56 مليار                      |
| الناتج المحلي الإجمالي (تعادل القوة الشرائية) بليون دولار | 9.07 مليار                     | 20.45 مليار                     |
| الناتج المحلي الإجمالي الاسمي للفرد دولار أمريكي          | 9.48 ألف                       | 1.10 ألف                        |
| الناتج المحلي الإجمالي للفرد دولار أمريكي                 | 16.64 ألف                      |                                 |
| مؤشر التنمية البشرية                                      | 0.714                          | 0.655                           |
| رمز المكالمات الدولي                                      | +597                           | +996                            |
| رمز الإنترنت                                              | .sr                            | .kg                             |
| المنطقة الزمنية                                           | 00                             | ت ع م+06:00                     |

## منظمات دولية مشتركة
يشترك البلدان في عضوية مجموعة من المنظمات الدولية، منها:
| علم المنظمة | اسم المنظمة                        | تاريخ انضمام سورينام | تاريخ انضمام قيرغيزستان |
| ----------- | ---------------------------------- | -------------------- | ----------------------- |
|             | يونسكو                             | 16 يوليو 1976        | 2 يونيو 1992            |
|             | وكالة ضمان الاستثمار متعدد الأطراف | 2 يوليو 2003         | 21 سبتمبر 1993          |
|             | الأمم المتحدة                      | 4 ديسمبر 1975        | 2 مارس 1992             |
|             | الاتحاد البريدي العالمي            | ?                    | ?                       |
|             | البنك الدولي للإنشاء والتعمير      | 27 يونيو 1978        | 18 سبتمبر 1992          |
|             | منظمة التعاون الإسلامي             | ?                    | ?                       |
|             | منظمة حظر الأسلحة الكيميائية       | ?                    | ?                       |
|             | الاتحاد الدولي للاتصالات           | 15 يوليو 1976        | 20 يناير 1994           |
|             | مؤسسة التمويل الدولية              | 1 سبتمبر 2011        | 11 فبراير 1993          |
|             | منظمة التجارة العالمية             | ?                    | ?                       |
|             | منظمة الشرطة الجنائية الدولية      | ?                    | ?                       |

## وصلات خارجية
- موقع وزارة الخارجية السورينامية
- موقع وزارة الخارجية القيرغيزستانية